# Houtruststadion
Houtruststadion – nieistniejący już stadion piłkarski w Hadze, w Holandii. Istniał w latach 1910–1973. Mógł pomieścić 25 000 widzów. Swoje spotkania rozgrywali na nim piłkarze klubów HBS oraz Holland Sport.

## Historia
Teren pod budowę kompleksu sportowego został wynajęty w grudniu 1909 roku, a jego otwarcie miało miejsce 3 lipca 1910 roku. Obiekt, znany jako Sportterrein Houtrust, przeznaczony był do uprawiania różnych sportów, jak również do organizowania festynów czy przedstawień. Jego pojemność wynosiła wówczas 15 000 widzów. Często organizowano na nim wyścigi jeździeckie, a wewnątrz toru jeździeckiego mieściło się boisko piłkarskie. Od 1910 roku na arenie swoje spotkania rozgrywali piłkarze klubu HBS (poprzednio drużyna ta korzystała z obiektu przy Valkenboschlaan, jednak w miarę rozwoju klubu stał się on dla niego za mały). Od czasu przeprowadzki na Houtrust HBS jeden raz (w sezonie 1924/1925) zdobył mistrzostwo kraju (wcześniej zespół ten dwukrotnie triumfował w krajowych rozgrywkach, w latach 1904 i 1906). 24 marca 1913 roku piłkarska reprezentacja Holandii rozegrała tutaj mecz z drużyną amatorów z Anglii. Spotkanie zakończyło się wygraną Holendrów 2:1. W 1933 roku spłonęła główna trybuna obiektu. W 1935 roku rozegrano na arenie ostatnie zawody jeździeckie, później w związku z przebudową ich organizacja nie była już możliwa. W ramach przebudowy w zachodniej części areny powstał typowo piłkarski stadion na 20 000 widzów. Po późniejszych modernizacjach jego pojemność ostatecznie ustaliła się na poziomie 25 000 widzów. W 1943 roku HBS musiał wyprowadzić się na obiekt klubu VUC przy Schenkkade w związku z budową w pobliżu Houtrust Wału Atlantyckiego. Drużyna powróciła na Houtrust niedługo po II wojnie światowej, 18 listopada 1945 roku. Klub HBS występował na Houtrust do 1969 roku, później drużyna przeniosła się na Sportpark Craeyenhout. Od połowy lat 50. XX wieku gospodarzem obiektu był również klub Holland Sport. Zespół ten w sezonach 1958/1959, 1968/1969, 1969/1070 i 1970/1971 występował w najwyższej klasie rozgrywkowej. W 1971 roku doszło do fuzji tej drużyny z ADO Den Haag. Houtruststadion pozostał bez gospodarza i w 1973 roku rozebrano trybuny, doprowadzając do jego likwidacji. Później rozważano budowę w jego miejscu budynków mieszkalnych, ale ostatecznie powstały tam dwa boiska treningowe, które stały się częścią kompleksu sportowego Sportpark Houtrust (na jednym z nich swoje mecze rozgrywa amatorska drużyna Duindorp SV).